# NIMTO
NIMTO (acronimo di "not in my terms of office") è una locuzione in lingua inglese.

## Descrizione
Locuzione usata in ambito accademico, ma anche giornalistico, indica la tendenza a non prendere decisioni politiche impopolari i cui effetti si possono manifestare all'interno del proprio mandato elettorale.